# Johan Anker (officer)
 Der er flere personer med dette navn, se Johan Anker.
Johan Peter Andreas Anker (Ancher) (22. februar 1838 på Almegård i Knudsker Sogn – 27. januar 1876 i København) var en dansk officer.
Han var født på Bornholm, hvor hans fader Michael Anker (1801-1872) var proprietær. Moderen hed Elisabeth Kirstine f. Rasch (1797-1861). I sin ungdom lagde han sig efter landvæsen, men blev 1854 ansat som konstabel ved Bornholms Milits og kom i 1856 til København for at gennemgå artilleriets elevskole. Efter afgangen derfra ansattes han som sekondløjtnant ved Bornholms Milits. I 1860 ægtede han 21. december i Rønne Robberthe Caroline Qvintus (27. september 1838 i Rønne – 1. oktober 1916 i København), datter af styrmand, senere avlsbruger Niels Peter Qvintus (1804-1855) og Kirstine Cathrine Robbertsen (1802-1862), som bragte ham en ejendom i Rønne i medgift. Senere forsøgte han sig som skuespiller på teatret i Alhambra, men opgav en karriere på scenen i 1863. Han meldte sig som frivillig i hæren på grund af den tilspidsede konflikt med Preussen, som året efter førte til krigen i 1864. Han blev ansat som artillerikommandør og deltog i Dybbølstillingen ved Dybbøl Banke som ledende artillerist i skanse nr. 2 , og da det artilleristiske angreb på denne begyndte, udmærkede han sig ved et sjældent mod og en dygtig benyttelse af skansens riffelkanoner (i hvilken henseende han dog må dele æren med skansens anden artilleriofficer, løjtnant Carl Castenschiold), og med sin indsats henledte han først fjendens og dernæst det danske folks almindelige opmærksomhed på sig. Ved stormen 18. april var der således givet befaling til, at Anker skulle fanges levende, hvilket også lykkedes, ligesom hans billede er anbragt på det tyske sejrsmonument i Berlin, hvorpå en fremstilling af stormen findes.
Allerede forinden kampen den 18. var Anker blevet udnævnt til Ridder af Dannebrog; senere skænkede en del medborgere og medborgerinder ham en æressabel, og endelig udnævntes han til karakteriseret premierløjtnant i den bornholmske milits. Fredstjenesten passede dog ikke for Anker, og han erholdt derfor i 1865 sin afsked. Han døde 27. januar 1876. 
Hans sabel, en Artillerisabel for officer M/1858 kan i dag ses på Bornholms Forsvarsmuseum i Rønne.
Han er begravet på Garnisons Kirkegård.
Der findes adskillige gengivelser af Anker, således træsnit 1864, portrætmaleri af N.C. Hansen fra 1865 (Frederiksborgmuseet). Litografi, stålstik og xylografier, bl.a. 1889 af H.P. Hansen. Fotografier (Frederiksborgmuseet og Det Kongelige Bibliotek). Mindesten på graven rejst af venner og våbenfæller.